# Collegium Nobilium
Collegium Nobilium — высшее учебное заведение (конвикт), основанное в XVIII веке в Варшаве Станиславом Конарским, а также современное название исторического здания на ул. Мёдовой № 22/24, где это учебное заведение размещалось. 
Сейчас в здании располагается Театральная академия имени Александра Зельверовича и комплекс государственной музыкальной школы № 1.

## Конвикт
Collegium Nobilium была основана в 1740 году (до 1741 года носила название Collegium Novum) Станиславом Конарским. Предназначалась для получения образования сыновьями шляхты, в основном магнатов, воспитывая их как будущих руководителей государства, в гражданском и патриотическом духе. 
Языком обучения была латынь.
В учебном заведении преподавали многие видные деятели польского просвещения. На новаторских программах школы была позднее основана реформа, проведённая Комиссией Народного Образования.
Курс обучения делился на пять классов, но некоторые из них были двухлетними, так что длительность учёбы составляла 8 лет. Кроме того, выпускники могли продолжить обучение в двухлетнем классе права.
В Collegium Nobilium впервые в Польше в программу среднего образования были включены естественно-математические науки, экономика, польское и международное право, изучение современных языков и произведений современных писателей. 
Так же, как и в других дворянских лицеях в Европе, учащимся прививали хорошие манеры, учили правилам общения и фехтованию.
С 1755 года Collegium Nobilium размещалась в специально построенном по проекту архитектора Я. Фонтаны здании на ул. Мёдовой. Это было первое в Польше школьное здание, имеющее все необходимые помещения для гигиены. Несмотря на принадлежность школы ордену пиаров и статус частной, Collegium Nobilium получала деньги из государственной казны.
Со временем был построен летний конвикт (интернат) для школы на Жолибоже, где также был построен новый комплекс. Целиком Collegium Nobilium переехала на Жолибож в 1807 году. 
После ноябрьского восстания 1831 года, в котором активное участие принимали учащиеся старших классов вместе с учителями школы, школа была закрыта. 
 
В 1832 году здание школы было конфисковано русской армией из-за строительства Александровской цитадели. Collegium Nobilium при этом была ликвидирована.
Среди известнейших выпускников и преподавателей школы: Адам Нарушевич, Тадеуш Рейтан, Тадеуш Мостовский, Игнаци Потоцкий, Станислав Костка Потоцкий, Людвик Шимон Гутаковский, Станислав Мыцельский, Томаш Каэтан Вигерский, Стефан Люскина, Эдмунд Андрашек, Игнаци Заборовский, Теодор Островский, Антони Вишневский, Михал Димитр Краевский, Онуфри Копчинский, Зенон Казимеж Вислоух и другие. Около 100 выпускников школы были в составе Великого Сейма, в том числе и его маршалок Малаховский.
Со временем, название варшавской школы стало нарицательным: кроме Варшавы, орденские школы под названием Collegium Nobilium были созданы: 
орденом пиаров в Вильно и Львове; 
орденом иезуитов во Львове, Вильно, Варшаве, Познани, Остроге, Люблине; 
орденом театинов в Варшаве. 

За пределами Польши такая школа существовала в чешском Оломоуце.

## Здание
Памятник культуры: регистрационный номер 66/2 от 1 июля 1965 года.
Здание построено специально для шляхетской школы ордена пиаров в 1755 году (строилось с 1743 по 1754 год) в стиле барокко по проекту Якуба Фонтаны. Перестроено в 1785 году в соответствии с классическим стилем по проекту Станислава Завадского. Со временем школа была переведена в Жолибож, а здание на Мёдовой в 1807 году стало лазаретом наполеоновской армии. В 1814 году передано Варшавскому обществу добродетели, которое через пять лет переехало на Краковское предместье.
В 1815—1830 годах здесь размещалась Практическая школа артиллерии и инженерных войск, комендантом которой был генерал Юзеф Совиньский. Примерно в 1850 году здание надстроено и объединено с соседним дворцом Гуманьского на ул. Длугой. Во второй половине XIX века здесь располагался апелляционный суд и офисы варшавского губернатора. В межвоенное двадцатилетие здесь находился Высший административный трибунал.
Во время второй мировой войны здание было местом рождения необычной любви. История молодой польки, связной подполья, жившей в здании и укрывавшей в нём старого еврея описана в книге Марека Эдельмана «И была любовь в гетто…».
Здание было разрушено во время Варшавского восстания, в том числе и при падении сбитого немцами самолёта 31-го бомбардировочного дивизиона канадских ВВС, упавшего на строения ул. Мёдовой. Восстановлено в 1950—1956 годах с предназначением для театральной академии, включая ученический театр. Сохранило традиционное название Collegium Nobilium. Академии впоследствии присвоено имя Александра Зельверовича. В некоторых помещениях здания сохранились оригинальная штукатурка и роспись XVIII и XIX веков.